# Зертіс Стефан Костянтинович
Стефан Зертіс-Каменський (1660–1722) — молдавський аристократ, офіційний тлумач та дипломат на Гетьманщині. У канцелярії Гетьмана Івана Мазепи спеціалізувався на дипломатичних місіях в країнах Османської імперії. Постійно перебував у Батурині. 

## Біографія
З 1691 року був при гетьманській канцелярії Івана Мазепи перекладачем з молдавської, грецької та турецької мов.
За сімейною легендою, після союзу Гетьманщини та Карла XII, укладеного 1798 року, дипломат і довірена особа Гетьмана Мазепи Зертіс, залишений у Батурині, закликав місцевих жителів не підтримувати гетьмана, за що був нібито прикутий до гармати і врятувався після захоплення Батурина московськими військами.
Батько московського архієпископа Амвросія, який загинув як жертва московського чумного бунту; дід археографа Миколи Бантиша, який додав до свого прізвища частину прізвища діда («Каменський»).

## Джерело
- Зертис, Стефан Константинович // Энциклопедический словарь Брокгауза и Ефрона : в 86 т. (82 т. и 4 доп. т.). — СПб., 1890—1907. (рос. дореф.)